# H. C. McNeile
Herman Cyril McNeile (28 septembrie 1888 - 14 august 1937) este un scriitor britanic de romane gen thriller.